# 咽治其利扶
咽治其利扶，又有新譯埃奇克利夫，是澳洲新南威爾斯州雪梨的一個小型市區，位於雪梨商業中心區以東4（2.5英里）處，屬於胡喇罅自治市地方政府行政區，郵區編號是2027。
周圍市區有答布卑、胡喇罅、八丁頓、喇樹吉打士卑及打令般。

## 學校
- 阿罕姆學校（英语：Ascham School）
- 雪梨文法學校（英语：Sydney Grammar School）